# Auderghem
Cet article possède un paronyme, voir Audeghem.
Auderghem [odəʁɡɛm] (en néerlandais : Oudergem ; en bruxellois : Âvergoum, Avergoum ou Avergeum) est une des 19 communes de la Région de Bruxelles-Capitale. Elle est officiellement bilingue.
Elle compte au 1er janvier 2024 35 350 habitants, appelés Auderghemois(es), et couvre une superficie de 8,97 km2, soit une densité de 3 940,91 habitants/km².
Située au sud-est de la Ville de Bruxelles, le long de la vallée de la Woluwe et à l'orée de la forêt de Soignes, Auderghem est une commune privilégiée du point de vue de son environnement. Malgré les grands axes qui la sillonnent (boulevard du Souverain, chaussée de Wavre, viaduc Herrmann-Debroux) et l'intensification du trafic routier, Auderghem a pu préserver une partie relativement importante de son patrimoine naturel et historique : les étangs, l'abbaye du Rouge-Cloître de la famille Beruck et son centre d'Art, le château de la Solitude, le prieuré de Val Duchesse, le château de Trois-Fontaines, le château Sainte-Anne et la chapelle Sainte-Anne.
Elle est limitrophe des communes de Etterbeek, Ixelles, Overijse, Tervuren, Watermael-Boitsfort et Woluwe-Saint-Pierre.

## Étymologie
Le nom d'Auderghem apparait pour la première fois dans une charte de 1253. Il proviendrait de Ouderghem qui signifierait « vieille maison » (Ouder : vieux et ghem, dérivé du vieil germanique haim : maison). Ce nom pourrait même remonter à l'époque franque et serait alors issu de Aldaharinga haim, qui signifie « maison d'Aldaric ». Une hypothèse serait que déjà au Ve siècle, on trouvait à Auderghem plusieurs domaines agricoles dont le plus important était peut-être celui d'un certain Aldaric, guerrier venu de l'Est avec les migrations et qui choisit, pour s'y établir, une clairière dans la forêt[réf. nécessaire].

## Histoire
Trois villages de la forêt (Auderghem, Watermael et Boitsfort) vivent depuis des siècles ensemble. En 1794, les soldats de la Révolution française décident de séparer Auderghem, Watermael et Boitsfort pour en faire trois communes distinctes.
En 1811, Napoléon Bonaparte, par décret impérial, décide de réunir à nouveau en une seule entité administrative les trois villages de Watermael, Boitsfort et Auderghem.
Dans les premiers jours de septembre 1830, Charles Rogier et un bataillon de 300 liégeois armés traversent Auderghem venant de Liège par Hannut et Wavre pour prendre part aux combats contre les Hollandais.
Auderghem est rapidement détaché, par arrêté royal, de la commune de Watermael-Boitsfort. Elle devient alors une commune indépendante en 1863, avec ses 1 600 habitants.
La construction de la ligne de chemin de fer reliant Bruxelles et Tervuren ainsi que, en 1910, la construction du boulevard du Souverain modernise la commune ; la population augmente rapidement. Elle atteint les 8 000 habitants à la fin de la Première Guerre mondiale.

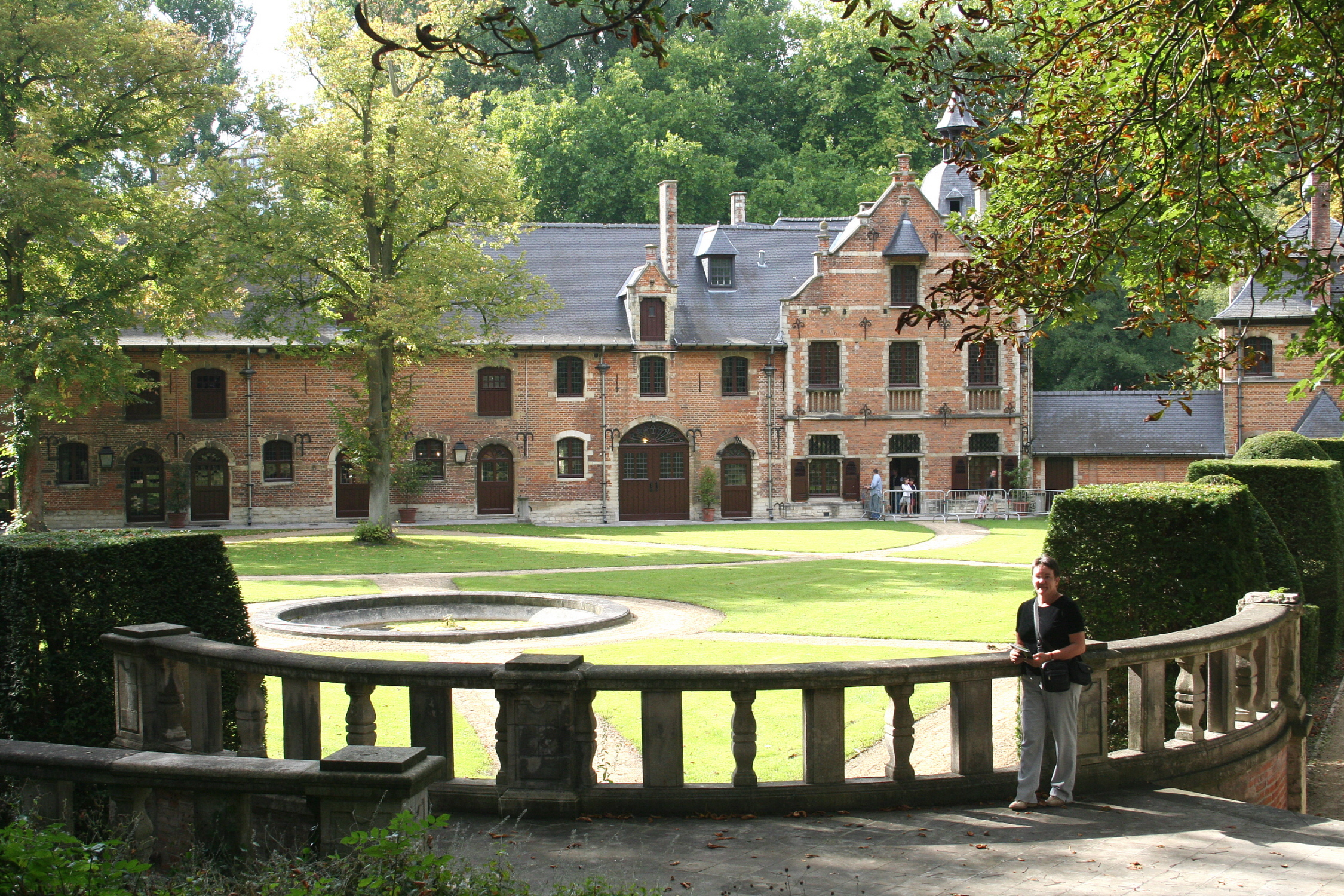
Le prieuré de Val Duchesse.

Le prieuré et le château de Val Duchesse sont la propriété de la donation royale et rarement accessibles au public. C'est là que les ministres du Gouvernement fédéral se réunissaient à une époque et sporadiquement de nos jours.
La chapelle Sainte-Anne dont les origines remontent au XIIe siècle est elle aussi rarement accessible au public. Désaffectée en 1843, elle est vendue à plusieurs reprises. Elle comporte encore des sculptures et du mobilier du Moyen Âge. C'est le plus ancien monument de la commune.
Fin du XIXe siècle, Auderghem est investie par la noblesse et la bourgeoisie de Bruxelles, qui construisent des résidences de campagne, comme dans la commune voisine de Watermael-Boitsfort. Beaucoup de ces résidences ont été détruites. Le château de la Solitude construit en 1912 par la duchesse de Croÿ ou l'ancien château Waucquez qui a été la résidence du bourgmestre et chef de cabinet du Roi, Henri de Brouckère, sont encore debout au XXIe siècle.

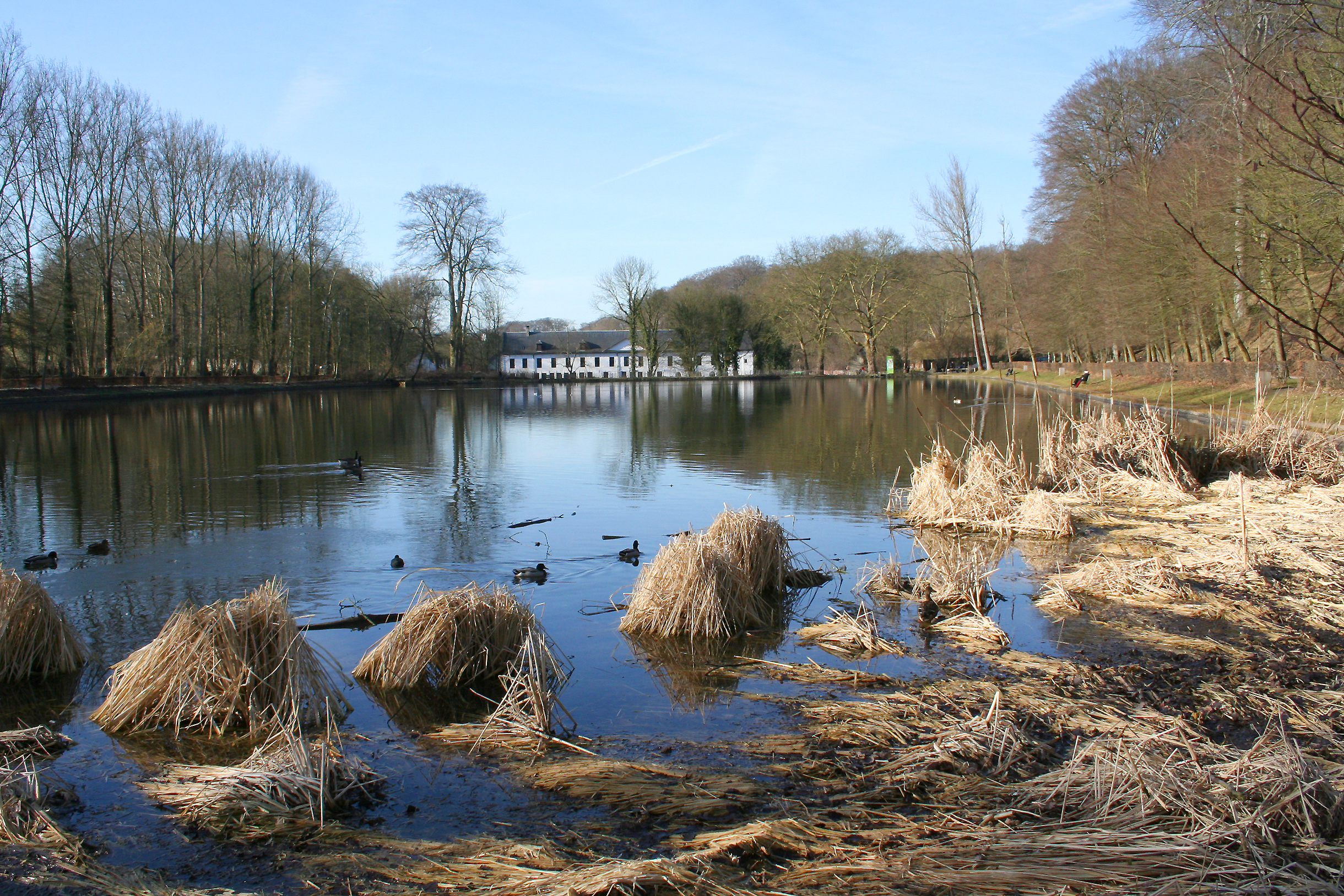
L'abbaye du Rouge-Cloître.

Le château de Rouge-Cloître est vendu en 1960 et détruit dès l'année suivante. Ce château, après avoir appartenu à Félix Govaert (acte du 28 juin 1911 passé devant le notaire Georges de Ro à Saint-Josse-ten-Noode), devient la propriété du notaire Albert Poelaert, neveu de l'architecte Joseph Poelaert, puis, en 1927, du comte de Meeus. En 1953 est créée la Société du Château de Rouge-Cloître (Annexes au Moniteur belge, 2 et 3 février 1953) qui avait pour objet la mise en valeur du domaine.
La Commune d'Auderghem offre de nombreux espaces verts.
Outre le prieuré de Val Duchesse, on y découvre le prieuré ou abbaye du Rouge-Cloître, le jardin botanique Jean Massart, la forêt de Soignes, le parc du Bergoje, le parc de Woluwe et le parc Seny.

## Héraldique
|  | La commune possède des armoiries qui lui ont été octroyées le 31 juillet 1926. Elles montrent les symboles de deux anciennes abbayes importantes de l'actuelle commune. Toutes les deux datent du Moyen Âge et furent abolies à la fin du XVIIIe siècle. Les armoiries sur la partie gauche sont celles de l'abbaye du Val Duchesse et celles de droite sont celles de l'abbaye du Rouge-Cloître. Blasonnement : Parti: au 1er d'azur à la Sainte Vierge couronnée et nimbée d'or, les pieds posés sur une terrasse de sinople et tenant sur le bras senestre l'Enfant Jésus nimé d'or. La Sainte Vierge assise sur un édicule également d'or, vu de côté et soutenant aux extrémités de son toit deux colombes affrontées du même; au 2e de gueules à une couronne à trois fleurons, traversée par deux palmes passées en sautoir et par une épée haute posée en pal et brichant sur les palmes, le tout d'argent. - Délibération communale : 6 janvier 1925 - Arrêté de l'exécutif de la communauté : 31 juillet 1926 - Moniteur belge : 19 août 1926 Source du blasonnement : Heraldy of the World. |

## Politique

### Résultats des élections communales depuis 1976
| Partis                                     | 10-10-1976 | 10-10-1976 | 10-10-1982 | 10-10-1982 | 9-10-1988 | 9-10-1988 | 9-10-1994 | 9-10-1994 | 8-10-2000 | 8-10-2000 | 8-10-2006 | 8-10-2006 | 14-10-2012 | 14-10-2012 | 14-10-2018 | 14-10-2018 | 13-10-24 | 13-10-24 |
| Votes / Sièges                             | %          | 31         | %          | 31         | %         | 31        | %         | 29        | %         | 29        | %         | 29        | %          | 31         | %          | 31         | %        | 33       |
| ------------------------------------------ | ---------- | ---------- | ---------- | ---------- | --------- | --------- | --------- | --------- | --------- | --------- | --------- | --------- | ---------- | ---------- | ---------- | ---------- | -------- | -------- |
| PS                                         | 13,29      | 4          | 14,4       | 4          | 14,67     | 4         | 12,02     | 3         | 7,94      | 2         | 8,63      | 2         | 9,25       | 2          | 6,79       | 1          | 9,87     | 2        |
| LB1/PRL2/ Auderghem+Audacieux3 MR-OpenVLD4 | 15,211     | 5          | 15,622     | 5          | 13,432    | 4         | 12,542    | 4         | 13,972    | 4         | 13,883    | 4         | -          |            | 9,474      | 2          | 47,054   | 17       |
| PSC1/cdH2                                  | 10,131     | 3          | 8,11       | 2          | 8,791     | 2         | -         |           | 5,491     | 1         | 5,682     | 1         | 6,942      | 1          | -          |            | -        |          |
| ECOLO1/ECOLO-Groen2                        | -          |            | 6,021      | 1          | 6,521     | 1         | 7,061     | 1         | 14,791    | 4         | 11,471    | 3         | 14,072     | 4          | 22,682     | 8          | 20,152   | 6        |
| FDF1/Liste du Bourgmestre2                 | 42,221     | 16         | 43,51      | 17         | 48,651    | 18        | 46,231    | 17        | 48,571    | 17        | 54,922    | 19        | 64,122     | 23         | 47,642     | 19         | -        |          |
| MR                                         | -          |            | -          |            | -         |           | -         |           | -         |           | -         |           | -          |            | -          |            | 22,92    | 8        |
| N-VA                                       | -          |            | -          |            | -         |           | -         |           | -         |           | -         |           | -          |            | 2,27       | 0          | -        |          |
| KARTEL1/Samen2                             | 9,231      | 2          | 8,541      | 2          | 7,641     | 2         | 6,662     | 1         | 6,632     | 1         | 5,422     | 0         | 5,612      | 1          | 3,642      | 0          | -        |          |
| PCB-KPB                                    | 2,63       | 0          | -          |            | -         |           | -         |           | -         |           | -         |           | -          |            | -          |            | -        |          |
| PL-LP                                      | 7,29       | 1          | -          |            | -         |           | -         |           | -         |           | -         |           | -          |            | -          |            | -        |          |
| FN                                         | -          |            | -          |            | -         |           | 5,83      | 1         | -         |           | -         |           | -          |            | -          |            | -        |          |
| PP                                         | -          |            | -          |            | -         |           | -         |           | -         |           | -         |           | -          |            | 2,19       | 0          | -        |          |
| UNION                                      | -          |            | -          |            | -         |           | 8,85      | 2         | -         |           | -         |           | -          |            | -          |            | -        |          |
| UDRT-RAD                                   | -          |            | 3,3        | 0          | -         |           | -         |           | -         |           | -         |           | -          |            | -          |            | -        |          |
| D.D.                                       | -          |            | -          |            | -         |           | -         |           | 2,61      | 0         | -         |           | -          |            | -          |            | -        |          |
| Liste Citoyenne 1160                       | -          |            | -          |            | -         |           | -         |           | -         |           | -         |           | -          |            | 5,31       | 1          | -        |          |
| Autres(*)                                  | -          |            | 0,51       | 0          | 0,31      | 0         | 0,82      | 0         | -         |           | -         |           | -          |            | -          |            | -        |          |
| Total des votes                            | 22313      | 22313      | 20227      | 20227      | 18644     | 18644     | 17246     | 17246     | 16575     | 16575     | 17050     | 17050     | 16605      | 16605      | 17587      | 17587      | 16528    | 16528    |
| Participation %                            |            |            |            |            | 88,21     | 88,21     | 86,76     | 86,76     | 85,36     | 85,36     | 88,48     | 88,48     | 84,71      | 84,71      | 87,5       | 87,5       | 85,08    | 85,08    |
| Votes blancs ou nuls %                     | 3,84       | 3,84       | 3,86       | 3,86       | 3,56      | 3,56      | 3,39      | 3,39      | 3,69      | 3,69      | 5,37      | 5,37      | 4,75       | 4,75       | 4,75       | 4,75       | 5,28     | 5,28     |

 (*)1982: UNF, URD 1988: PTB-PVA 1994: ICA, PCN-NCP, PTB-PVA 

### Collège des bourgmestre et échevins (2018 - 2024)
Lors des élections du 14 octobre 2018, la Liste du bourgmestre (LB - DéFI) de Didier Gosuin a conservé sa majorité absolue. Il a cependant décidé de s'associer à Ecolo-Groen pour la législature. Didier Gosuin, ministre au sein du gouvernement régional bruxellois jusqu'en juillet 2019, était bourgmestre empêché avant de récupérer son mayorat. Il passe la main à sa Première Échevine, Sophie de Vos (LB - DéFI) qui lui succède comme bourgmestre et prête serment en mars 2022.
La composition du Collège des bourgmestre et échevins est la suivante :
| Fonction          | Nom                   | Nom | Parti - Liste                     |
| ----------------- | --------------------- | --- | --------------------------------- |
| Bourgmestre       | Sophie de Vos         |     | DéFI - Liste du Bourgmestre       |
| 1er Échevine      | Éloïse Defosset       |     | DéFI - Liste du Bourgmestre       |
| 2e Échevin        | Matthieu Pillois      |     | DéFI - Liste du Bourgmestre       |
| 3e Échevine       | Florence Couldrey     |     | DéFI - Liste du Bourgmestre       |
| 4e Échevine       | Martine Maelschalck   |     | MR - MR-LES ENGAGÉS-VLD-CDV       |
| 5e Échevine       | Stéphanie Paulissen   |     | DéFI - Liste du Bourgmestre       |
| 6e Échevin        | Michel Blampain       |     | DéFI - Liste du Bourgmestre       |
| 7e Échevin        | Philippe Adriaenssens |     | Open VLD - MR-LES ENGAGÉS-VLD-CDV |
| Président du CPAS | Didier Molders        |     | DéFI - Liste du Bourgmestre       |

## Démographie

### Évolution de la population
| Habitants                       |        |        | 1 602  | 2 233  | 2 434  | 3 277  | 4 685  | 7 520  | 9 108  | 14 090 | 18 640 | 27 600 | 34 546 | 31 174 | 29 143 |
| Index                           |        |        | 100    | 139    | 152    | 205    | 292    | 469    | 569    | 880    | 1 164  | 1 723  | 2 156  | 1 946  | 1 819  |
| Année                           | 2000   | 2010   | 2018   | 2019   | 2020   | 2021   | 2022   | 2023   | 2024   |        |        |        |        |        |        |
| Habitants                       | 28 804 | 30 811 | 33 740 | 34 013 | 34 404 | 34 723 | 34 986 | 35 346 | 35 350 |        |        |        |        |        |        |
| Index                           | 1 798  | 1 923  | 2 106  | 2 120  | 2 144  | 2 172  | 2 181  | 2 202  | 2 207  |        |        |        |        |        |        |
| chiffres INS - 1866 = Index 100 |        |        |        |        |        |        |        |        |        |        |        |        |        |        |        |

Graphe de l'évolution de la population de la commune, avant 1863 la commune n'était pas indépendante.
- Source : INS - De 1866 à 1981 = recensement de la population au 31 décembre ; depuis 1990 = population au 1er janvier.
- Source : DGS - Remarque : 1866 jusqu'à 1981 = recensement ; depuis 1990 = nombre d'habitants chaque 1er janvier

### Population belge
| Nationalité                                           | Population |
| Belgique                                              | 23 974     |
| Source : IBSA Brussels, chiffres au 1er janvier 2023. |            |

### Population étrangère
| Nationalité                                           | Population |
| France                                                | 1 922      |
| Japon                                                 | 809        |
| Italie                                                | 800        |
| Espagne                                               | 639        |
| Roumanie                                              | 611        |
| Pologne                                               | 609        |
| Grèce                                                 | 601        |
| Allemagne                                             | 502        |
| Portugal                                              | 444        |
| Ukraine                                               | 342        |
| Source : IBSA Brussels, chiffres au 1er janvier 2024. |            |

## Communes limitrophes
| Etterbeek | Woluwe-Saint-Pierre |                    |
| Ixelles   | Auderghem           | Tervuren (Flandre) |
|           | Watermael-Boitsfort | Overijse (Flandre) |

## Galerie

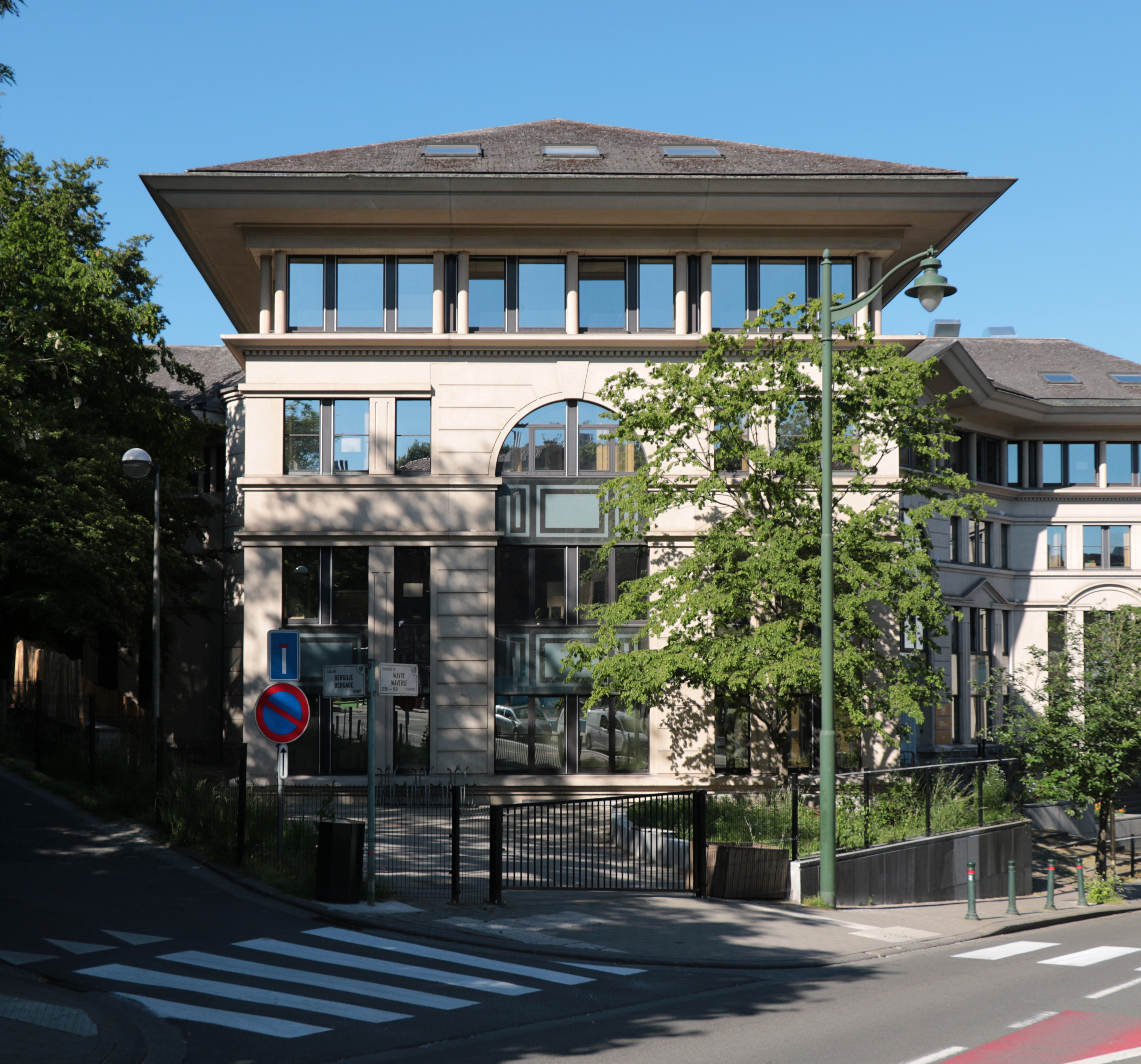
Place communale d'Auderghem.
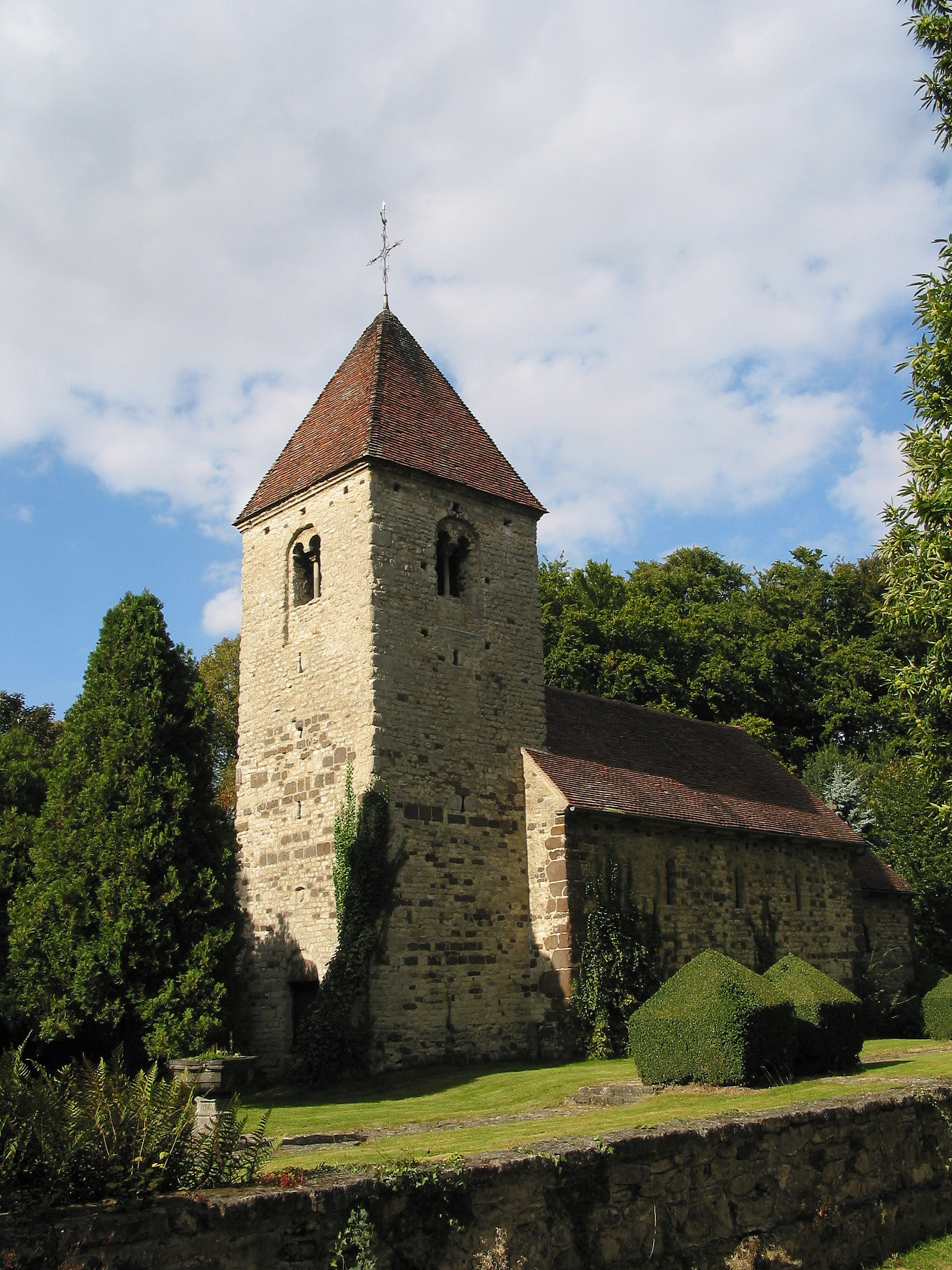
Chapelle Sainte-Anne (XIIe siècle).
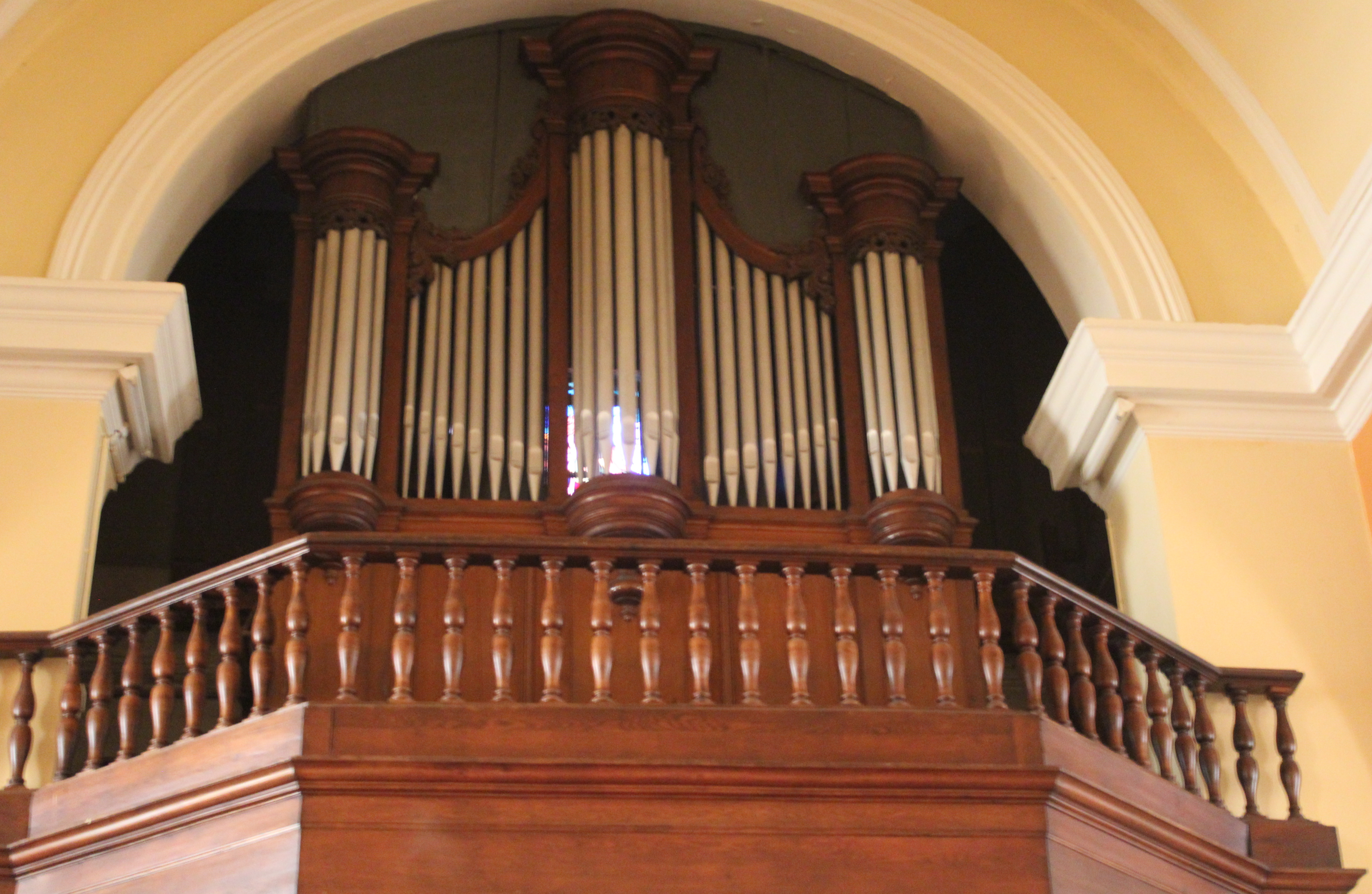
Orgue.
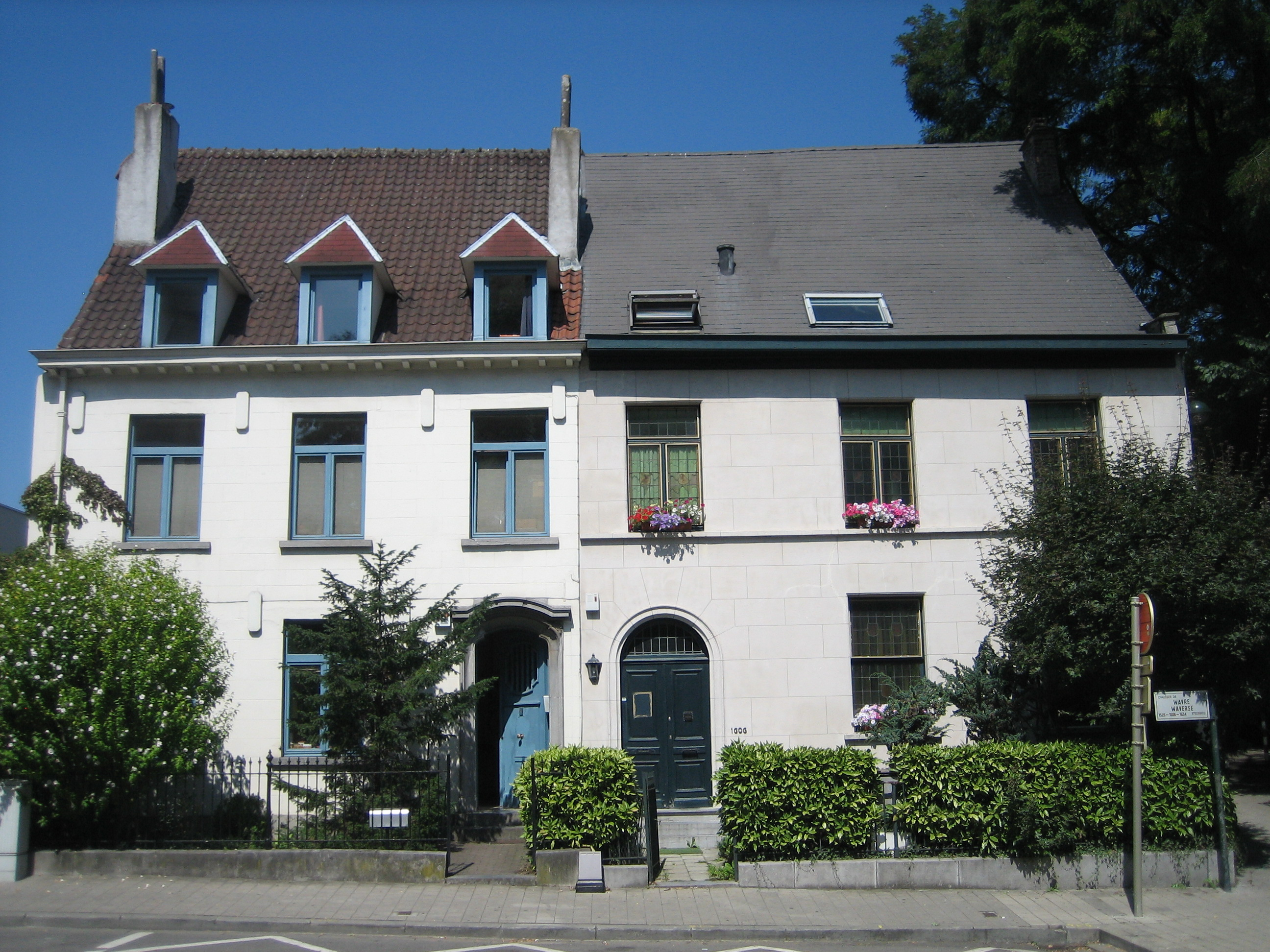
Maison double sur la chaussée de Wavre.

## Quartiers et lieux-dits de la commune
- Chant d'Oiseau
- Chasse Royale
- Invalides
- Kalkhoven
  - Promenade verte
- Pinoy
  - Pêcheries
- Saint-Julien
  - Lebon - Henrard
- Transvaal
  - Blankedelle
  - Parc des Princes
- Val Duchesse
  - Vieux Sainte-Anne

## Personnalités liées à la commune
(Par ordre chronologique de naissance)
- Pierre Devis (1846-1919), peintre et décorateur de théâtre.
- Léon Huygens (1876–1918), peintre.
- Marie-Thérèse Bodart (1909-1981), romancière, essayiste et dramaturge.
- Roger Bodart (1910-1973), poète, essayiste, académicien, directeur du Service des Lettres  (ministère de l'Éducation nationale), journaliste à l'INR et au quotidien Le Soir.
- Lucien Outers (1924-1993), homme politique et auteur.
- Serge Reding (1941-1975), haltérophile.
- Maurane (1960-2018) chanteuse (sépulture).

## Villas et châteaux à Auderghem
- Villa de la Bruyère
- Château des Charmes
- Château Chaudron
- Villa Gheude
- Château Lepreux
- Villa Melati
- Château des Orchidées ou Château Madoux
- Château de Rouge-Cloître
- Abbaye du Rouge-Cloître
- Château Sainte-Anne ou Château Waucquez
- Villa Schoutenhof
- Château de la Solitude
- Château de Trois-Fontaines
- Château Valduc
- Château de Val Duchesse
- Château de Watermael

## Éducation
- IAPS - Institut auderghemois de promotion sociale
- École japonaise de Bruxelles (école japonaise à l'étranger)
- De l'Autre Côté de l'Ecole
- L'Autre Ecole
- Athénée royal d'Auderghem

## Jumelages
- Vallauris (France)
- Patmos (Grèce)

## Accessibilité
La commune d'Auderghem est desservie par le métro 5, le tram 8 et les bus      